# Seriola
Seriola – rodzaj ryb okoniokształtnych z rodziny ostrobokowatych (Carangidae). W języku polskim określane są nazwą seriole.

## Klasyfikacja
Gatunki zaliczane do tego rodzaju:
- Seriola carpenteri
- Seriola dumerili – seriola[4], seriola skośnosmuga[5], seriola olbrzymia[6]
- Seriola fasciata
- Seriola hippos
- Seriola lalandi – seriola lalanda[5], seriolanda[7]
- Seriola peruana
- Seriola quinqueradiata
- Seriola rivoliana – seriola długopłetwa[8]
- Seriola zonata – seriola zebra[5]

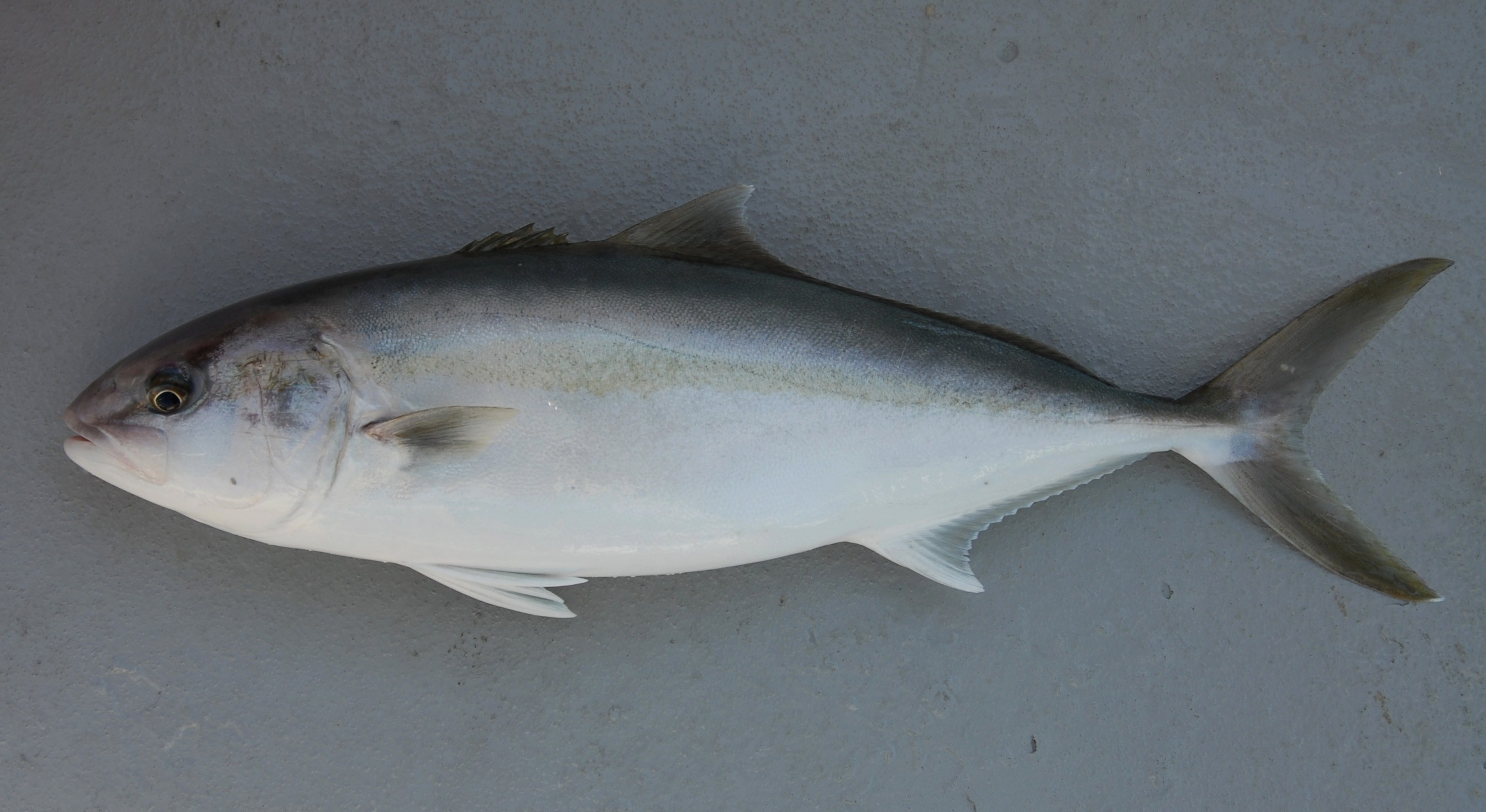
Seriola dumerili
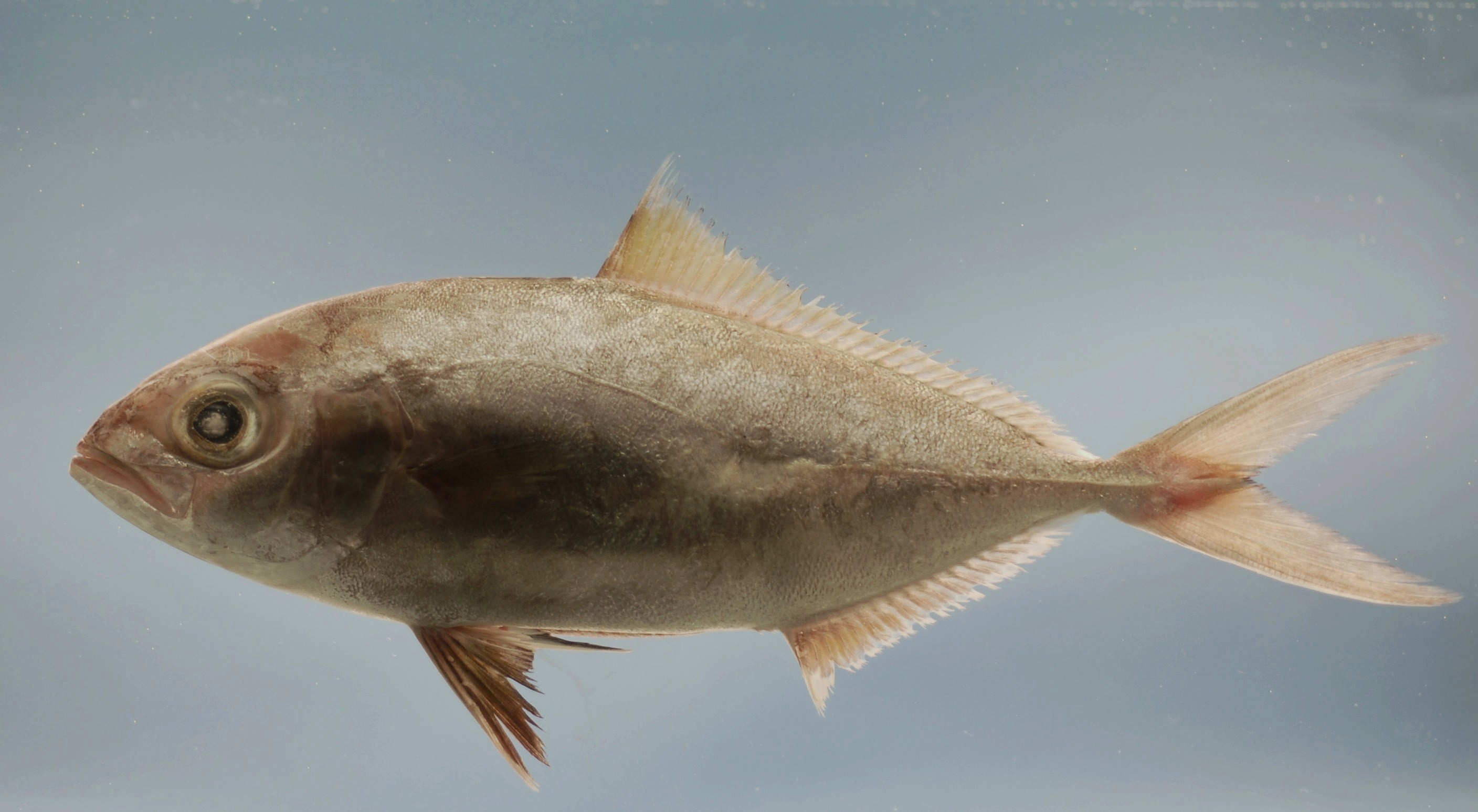
Seriola fasciata
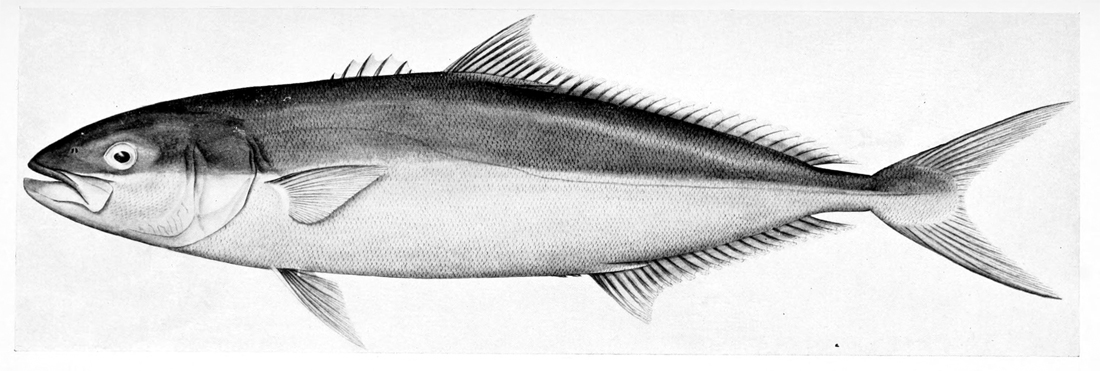
Seriola lalandi
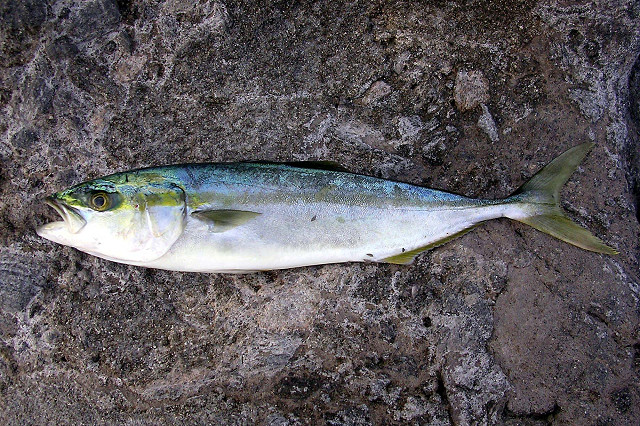
Seriola quinqueradiata
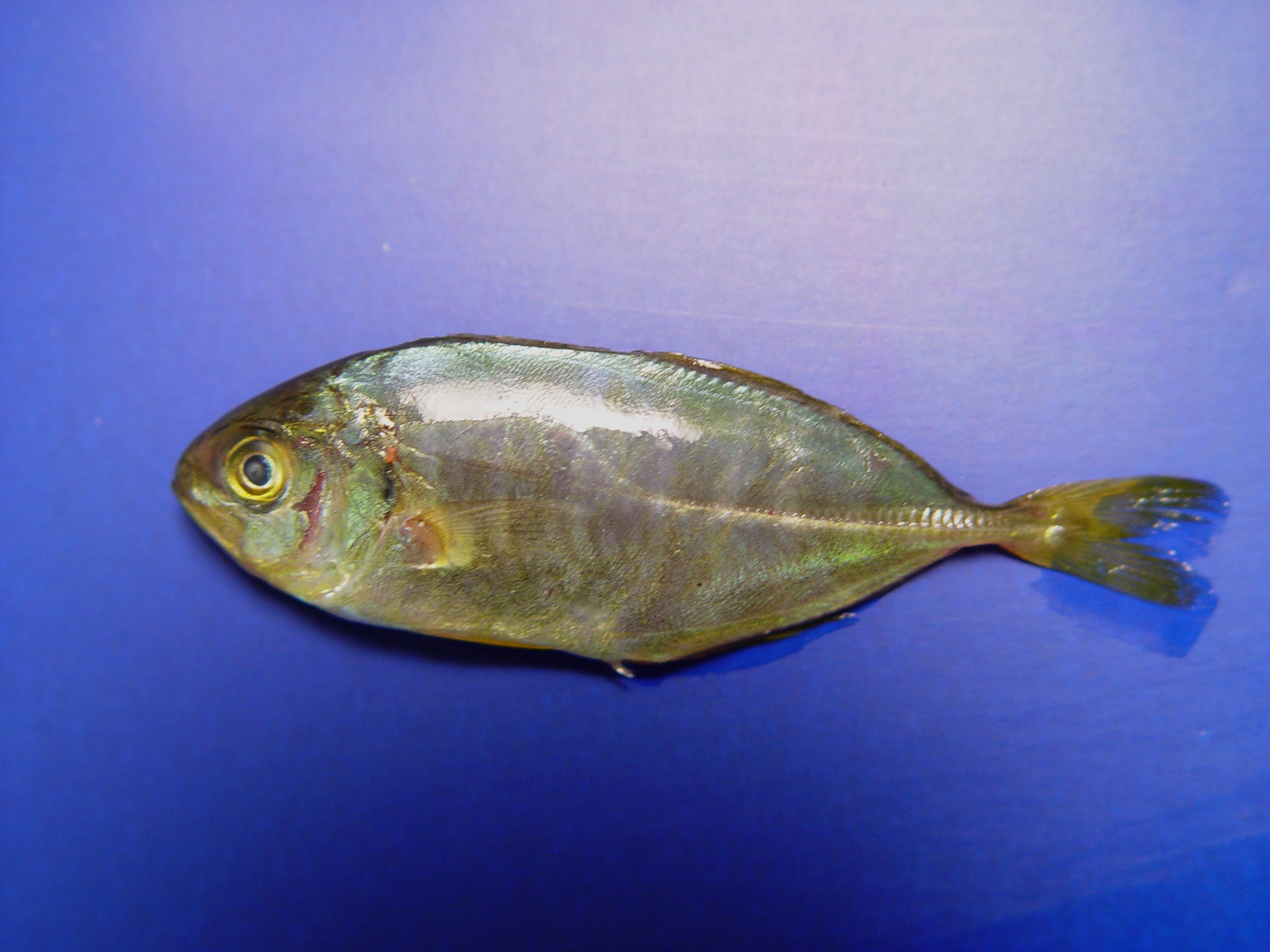
Seriola zonata